# 绒苞藤属
绒苞藤属（学名：Congea）是六苞藤科下的一个属，为攀援状灌木植物。该属共有约10种，分布于马来西亚和缅甸。